# Palmital (São Paulo)
Palmital é um município brasileiro do estado de São Paulo. Sua população estimada em 2024 era de 19.767 habitantes. O município é formado pela sede e pelo distrito de Sussuí.

## História
O pioneiro João Batista de Oliveira Aranha e sua família imigrou do município de São Manuel em 1886 e instalou-se na região do antigo bairro Palmital, no município de Campos Novos Paulista. O povoado recebeu o nome de Palmital devido à grande quantidade de palmeiras existentes no local.
As terras ao redor pertenciam ao fazendeiro Francisco Severino da Costa, que decidiu dividi-las em lotes, com isso atraiu moradores de municípios vizinhos que procuravam uma vida melhor.
A estação da Estrada de Ferro Sorocabana foi inaugurada em 1914 e a construção do prédio atual é de 1926. Com a construção da estrada de ferro, logo o povoado tornou-se distrito em 27 de dezembro de 1916 e em 21 de abril de 1920 foi elevado a município.
Em 1942 com o desgaste do solo e as fortes geadas causaram grandes perdas aos agricultores de café e comerciantes do município. Com a perda dos cafezais, os agricultores os substituíram pelas lavouras de milho, mamona, arroz, cana-de-açúcar, feijão e outros cereais. Mas o café não deixou de ser cultivado. Até 1968, o café foi a base da economia, já que as outras culturas de lavouras não tiveram o mesmo sucesso, seguido pelo desenvolvimento do plantio da soja, milho e trigo, favorecidos pela mecanização da agricultura. Por outro lado, o município é um dos principais fabricantes de aguardente de cana, e tem pequenas indústrias de móveis e de derivados de mandioca.
Em 1995 começou a era da banana em Palmital e região, com a família Bernardes tomando iniciativa, começou o cultivo dessa fruta, que hoje se tornou um grande negocio na região do Vale do Paranapanema.
- Fundação: 20 de janeiro de 1885 (140 anos)
- Elevação a município: 21 de abril de 1920 (105 anos)

## Geografia
Localiza-se a uma latitude 22º47'20" sul e a uma longitude 50º13'03" oeste, estando a uma altitude de 508 metros. Possui uma área de 550,04 km².

### Hidrografia
- Rio Paranapanema
- Rio Pari
- Usina Hidrelétrica de Canoas II

### Rodovias
- SP-327
- SP-375

### Ferrovias
- Linha Tronco da antiga Estrada de Ferro Sorocabana [7]

## Demografia

### População
| Crescimento populacional                             | Crescimento populacional | Crescimento populacional | Crescimento populacional |
| Ano                                                  | População Total          |                          | %±                       |
| ---------------------------------------------------- | ------------------------ | ------------------------ | ------------------------ |
| 1920                                                 | 10 350                   |                          | —                        |
| 1925                                                 | 12 126                   |                          | 17,2%                    |
| 1934                                                 | 22 233                   |                          | 83,3%                    |
| 1937                                                 | 23 769                   |                          | 6,9%                     |
| 1940                                                 | 17 505                   |                          | −26,4%                   |
| 1946                                                 | 18 885                   |                          | 7,9%                     |
| 1950                                                 | 19 223                   |                          | 1,8%                     |
| 1958                                                 | 19 258                   |                          | 0,2%                     |
| 1960                                                 | 19 887                   |                          | 3,3%                     |
| 1970                                                 | 20 066                   |                          | 0,9%                     |
| 1980                                                 | 17 129                   |                          | −14,6%                   |
| 1991                                                 | 18 683                   |                          | 9,1%                     |
| 2000                                                 | 20 701                   |                          | 10,8%                    |
| 2010                                                 | 21 186                   |                          | 2,3%                     |
| 2022                                                 | 19 594                   |                          | −7,5%                    |
| Est. 2024                                            | 19 767                   | [ 8 ]                    | 0,9%                     |
| Fontes: Censos Demográficos IBGE e Estimativas SEADE |                          |                          |                          |

### Dados demográficos
Dados do Censo - 2023
População total: 19.954
Densidade demográfica (hab./km²): 35,73
Taxa de alfabetização: 91,77%
Índice de Desenvolvimento Humano (IDH-M): 0,746
- IDH-M Renda: 0,770
- IDH-M Longevidade: 0,719
- IDH-M Educação: 0,861

(Fonte: IPEADATA) (IBGE)

## Política e administração
- Prefeito: Luis Gustavo Mendes Moraes (2021-2024)
- Vice-prefeito: Ana Elisa Martins Elias da Silva (2021-2024)
- Presidente da câmara: Cristian Rodrigo Alves Nogueira (Cristian do Posto) 2022-2024

## Infraestrutura

### Comunicações
O sistema de telefones automáticos foi inaugurado na cidade em 1978 pela Telecomunicações de São Paulo (TELESP), que também implantou o sistema de discagem direta à distância (DDD) em 1979 com o código de área (0183). Anteriormente a cidade era atendida pela Empresa Telefônica Paulista.
Na década de 90 o código DDD da cidade foi alterado para (018), para padronização do sistema telefônico com a telefonia celular que estava sendo implantada em todo o estado.

## Cultura e lazer

### Patrimônios culturais

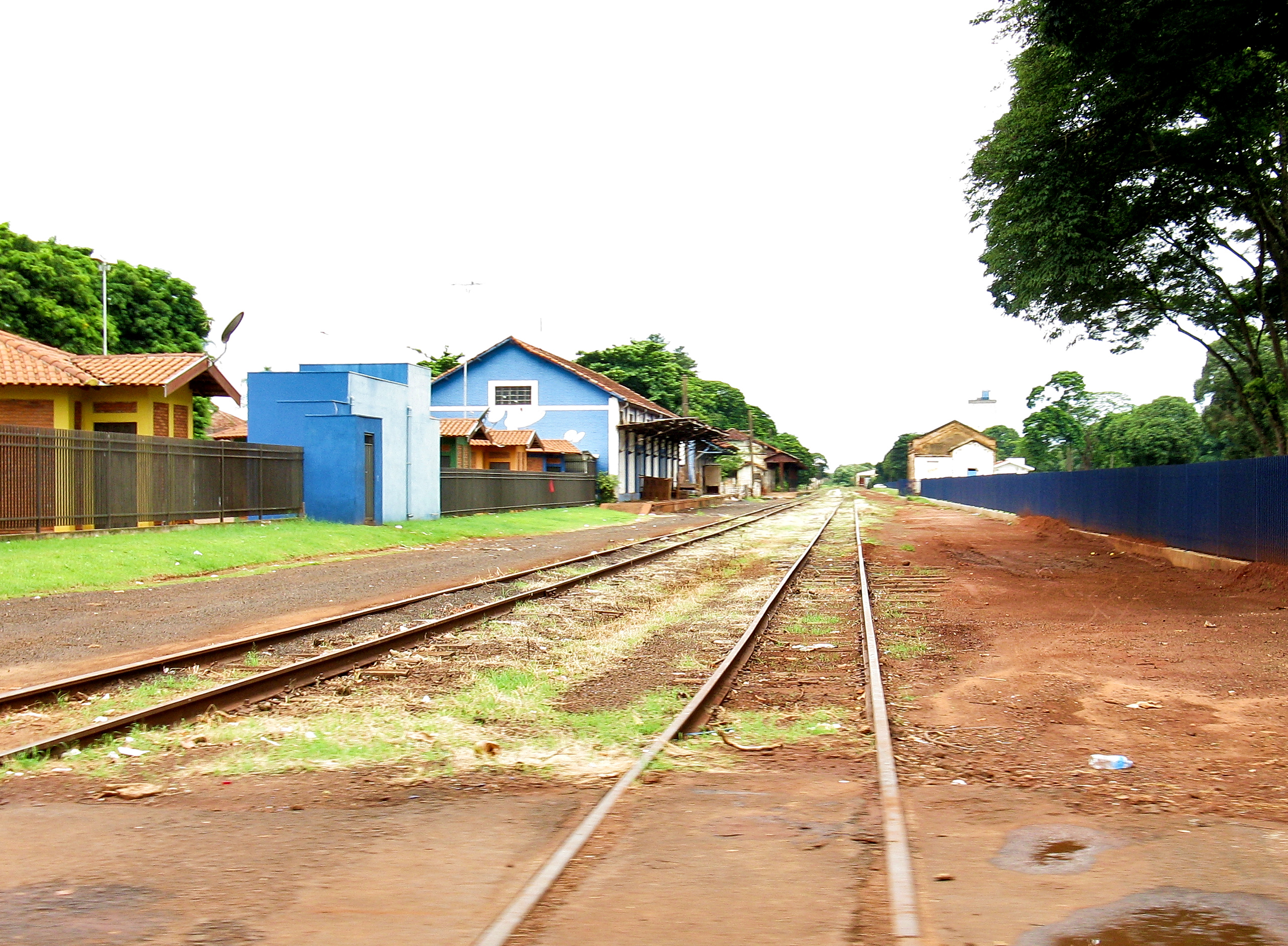
Antiga estação ferroviária.

- Estação da Estrada de Ferro Sorocabana

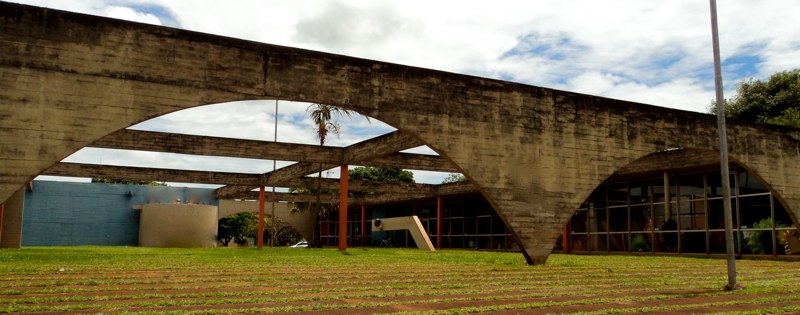
Centro Cultural de Palmital.

- Centro Cultural de Palmital, projeto do renomado arquiteto paulistano Ruy Ohtake

### Festa de Santos Reis
No início de janeiro é a realizada uma das maiores festas de Santos Reis do Brasil. A festa folclórica e religiosa, que homenageia os 3 reis magos, reúne devoção e confraternização e tem como ponto alto o encontro das tradicionais bandeiras, e a farta distribuição de alimentos.
A tradição de Santos Reis já tem 82 anos. As três bandeiras, Água da Anhumas, Faceiros e Três Ilhas, nomes correspondentes à sua origem em bairros rurais do município, levam para a festa seus violeiros e cantoria acompanhados dos tradicionais e coloridos palhaços, que com suas espadas representam os guardiões do menino Jesus. Durante o encontro, que termina no presépio, postam seus estandartes e contam em poesia a história da anunciação até o nascimento do Salvador.

### Carnaval de rua
Palmital também é conhecida por ter um dos melhores carnavais de rua da região, atraindo visitantes do país inteiro para os dias de festa. 
O evento denominado 'Estação Folia', organizado pela prefeitura municipal, reúne os blocos de carnaval na avenida Reginalda Leão, no pátio da antiga estação da Fepasa para 5 dias de festa. A municipalidade fornece tendas, banheiros químicos, som e equipe de seguranças.
Os principais Blocos do Carnaval são Zé Gotinha (BZG),Skolaxados, Sókapinkanelas, TCTF, Topless (o único formado só por meninas), Zé Bangu, Os Genéricos, Atecubanos, Tô No Vaso TNV e Parangolé. Geralmente na segunda-feira de carnaval acontece o desfile da única escola de samba de Palmital, a "Unidos do São José". Com aproximadamente 400 componentes, a escola leva brilho e cor para a rua Manoel Leão Rego, paralela à instalação dos blocos.

### Festa do Peão e FAPIP
Tradicional festa que ocorre no mês de Abril, atrai muitas pessoas da região. São cinco dias de festa com montarias em touros, prova dos três tambores, tradicional cavalgada que ocorre no último dia de festa que é feita pela manhã. Todas as noite após o rodeio, tem shows com cantores renomados pelo nosso país. Tem parque de diversões, praça de alimentação, e  shows sertanejos na boate Dub's Disco Club, que se inicia após os shows da noite.

## Pessoas ilustres
- Fernanda Chicolet - atriz e roteirista
- Marilene - integrante da dupla sertaneja Irmãs Galvão

## Religião
O Cristianismo se faz presente na cidade da seguinte forma:

### Igreja Católica
- A igreja faz parte da Diocese de Assis.[19]

### Igrejas Evangélicas
Entre as igrejas protestantes históricas, pentecostais e neopentecostais, encontram-se na cidade:
- Assembleia de Deus Ministério do Belém.[22][23]
- Congregação Cristã no Brasil.[24]
- Igreja Batista.[25]